# 卡多语
卡多语是一种在云南省墨江哈尼族自治县、江城哈尼族彝族自治县、宁洱哈尼族彝族自治县、镇沅彝族哈尼族拉祜族自治县和新平彝族傣族自治县使用的南部彝语。使用者约有20,000人。Zhu (2011)覆盖了墨江县石龙村孟弄彝族乡的卡多语。

## 分布
在云南新平彝族傣族自治县，卡多语在下列村使用。(Zi 2011:11)
- 建兴乡挖窖村
- 建兴乡建兴村
- 平掌乡瓦寺村
- 平掌乡柏枝村
- 漠沙乡胜利村